# Madeleine Martin
Madeleine Elizabeth Martin (New York, 15 aprile 1993) è un'attrice statunitense.

## Biografia
All'età di 7 anni partecipa al "Broadway National Tour of The Sound of Music" a fianco di Richard Chamberlain e, due anni dopo, interpreta la giovane Cosette nel tour nazionale dei "Les Miserables". Sempre a Broadway, recita in "A Day in the Death of Joe Egg" e la sua acclamata performance le dà la possibilità di essere la più giovane presentatrice di sempre ai Tony Awards del 2003. Ha anche recitato in "The Pillowman" a fianco di Jeff Goldblum e Billy Crudup e in "A Christmas Carol" al Madison Square Garden.
Appare per la prima volta sul piccolo schermo nel 2003 in un episodio di Law & Order - I due volti della giustizia nel ruolo di Annie e partecipa ad altre serie televisive come Hope & Faith. Nel 2006 debutta sul grande schermo come doppiatrice in L'era glaciale 2 - Il disgelo.
Nel 2007, entra nel cast di Californication interpretando Becca Moody, la figlia del protagonista incarnato da David Duchovny ed esegue alcune canzoni della colonna sonora come "Only Women Bleed", "Don't Let Us Get Sick" e "Surrender".
Nel 2010, recita a fianco di John Cena nel film Legendary.

## Filmografia

### Cinema
- Legendary, regia di Mel Damski (2010)
- Breaking Surface - Trattieni il respiro (Breaking Surface), regia di Joachim Hedén (2020)

### Televisione
- Law & Order - Unità vittime speciali (Law & Order: Special Victims Unit) – serie TV, episodio 5x19 (2004)
- Hope & Faith – serie TV, episodio 2x18 (2005)
- Law & Order - I due volti della giustizia (Law & Order) – serie TV, episodi 14x09 - 18x11 (2003-2008)
- Criminal Minds – serie TV, episodio 7x19 (2012)
- Californication – serie TV, 60 episodi (2007-2014)
- The Good Wife – serie TV, episodio 6x08 (2014)
- Hemlock Grove – serie TV, 13 episodi (2014-2015)
- La fantastica signora Maisel (The Marvelous Mrs. Maisel) - serie TV, 3 episodi (2019)
- What We Do in the Shadows – serie TV, episodio 2x06 (2020)

### Doppiatrice
- Il circo di Jojo (JoJo's Circus) – serie TV, 19 episodi (2003-2006) - voce di Jojo
- L'era glaciale 2 - Il disgelo (Ice Age: The Meltdown), regia di Carlos Saldanha (2006) - voce
- Adventure Time – serie TV, 5 episodi (2011-2017) - voce di Fionna
- Adventure Time: Fionna e Cake – serie TV, 9 episodi (2023) - voce di Fionna

## Doppiatrici italiane
Nelle versioni in italiano delle opere in cui ha recitato, Madeleine Martin è stata doppiata da:
- Eva Padoan in Californication
- Serena Clerici in Legendary
- Giulia Franceschetti in Criminal Minds
- Emanuela Ionica in The Good Wife
- Gemma Donati ne La fantastica signora Maisel

Da doppiatrice, è stata sostituita da:
- Lilian Caputo ne Il circo di Jojo (1^ voce)
- Chiara Olivero ne il circo di Jojo (2^ voce)